# Landgericht Eichstätt
Unter dem Namen Landgericht Eichstätt bestand von 1806 bis 1879 ein bayerisches Landgericht älterer Ordnung mit Sitz in Eichstätt im heutigen Landkreis Eichstätt und nach dem Inkrafttreten des Gerichtsverfassungsgesetzes für das Deutsche Reich von 1879 bis 1944 ein Landgericht im heutigen Sinn.

## Funktion
Die Landgerichte älterer Ordnung waren im Königreich Bayern Gerichts- und Verwaltungsbehörden, die 1862 in ihrer Funktion als Verwaltungsbehörden von den Bezirksämtern und 1879 in ihrer Funktion als Gerichte von den Amtsgerichten abgelöst wurden. Die ab 1879 gebildeten Landgerichte entsprachen den früheren bayerischen Appellationsgerichten als Gerichte zweiter Instanz.

## Geschichte

### Das Landgericht älterer Ordnung
1806 wurde im Verlauf der Verwaltungsneugliederung Bayerns das Landgericht Eichstätt errichtet, das in der ehemaligen Residenz untergebracht war. Dieses Landgericht kam zum neu gegründeten Altmühlkreis. Mit dessen Auflösung im Jahr 1810 kam es in den Oberdonaukreis und 1838 schließlich nach Mittelfranken.
1846 war das Landgericht Eichstätt 4 Quadratmeilen groß. Es gab 11410 Einwohner, worunter 192 Protestanten waren. Es gab 104 Ortschaften (4 Märkte, 12 Pfarrdörfer, 22 Kirchdörfer, 7 Dörfer, 6 Weiler und 53 Einöden) und 43 Gemeinden (4 Markt- und 39 Landgemeinden).
Als 1879 in Bayern eine Gerichtsorganisation nach dem Gerichtsverfassungsgesetz eingeführt wurde, trat an die Stelle des alten Landgerichts ein Amtsgericht.

#### Lage
Das Landgericht Eichstätt grenzte im Norden an das Landgericht Greding, im Osten an das Landgericht Kipfenberg, im Süden an das Landgericht Neuburg an der Donau und im Westen an das Landgericht Monheim.

#### Zugehörige Ruralgemeinden
- Adelschlag mit Wittenfeld
- Altendorf mit Grundelmühle, Gröblmühle, Kohlmühle, Lichtenberg, Oberer Eisenhammer und Papiermühle
- Biesenhard
- Breitenfurt mit Attenbrunn, Bubenrothermühle und Parkhaus I
- Buchenhüll
- Buxheim mit Hessenhof, Moosmühle und Reinboldsmühle
- Dollnstein mit Groppenhof, Parkhaus II und Ziegelhütte
- Eberswang mit Hagenacker
- Egweil mit Oberhaidmühle und Unterhaidmühle
- Gammersfeld
- Hard
- Haunsfeld mit Ried
- Hitzhofen mit Baumfeld
- Inching mit Brunnmühle
- Landershofen
- Lippertshofen
- Marienstein mit Blumenberg und Rebdorf
- Meilenhofen mit Segenfarth und Zell an der Speck
- Möckenlohe mit Prielhof und Untermöckenlohe
- Mörnsheim mit Marktmühle und Wildbad
- Mühlheim mit Finstermühle und Mittelmühle
- Nassenfels mit Aumühle und Mauthaus
- Obereichstätt
- Oberzell mit Mühlthal
- Ochsenfeld mit Fasanerie, Moritzbrunn, Tempelhof und Wittmeß
- Ochsenhart
- Pfünz mit Almosmühle
- Pietenfeld mit Weißenkirchen und Ziegelhütte
- Pollenfeld mit Wörmersdorf
- Preith mit Niederwimpasing, Oberwimpasing und Ziegelhof
- Sappenfeld mit Birkhof
- Schernfeld mit Harthof
- Schönau
- Schönfeld
- Seuversholz mit Ziegelhütte
- Tauberfeld
- Wachenzell mit Ziegelhütte
- Wasserzell
- Weigersdorf
- Wellheim mit Espenlohe und Kreutzelberg
- Wintershof
- Wolkertshofen mit Wolkertshofermühle
- Workerszell mit Ferdinandsfeld, Geländer, Kolonie Eckerlein, Langensallach, Lohrmannsruhe, Rupertsbuch und Sperberslohe

Am 1. Oktober 1857 wurde die Gemeinde Ochsenhart an das Landgericht Pappenheim abgegeben. Die Gemeinde Konstein kam vom Landgericht Monheim zum Landgericht Eichstätt. Die Gemeinden Hitzhofen, Lippertshofen und Oberzell wurden 1862 an das Landgericht Kipfenberg abgegeben.

### Das Landgericht nach dem Gerichtsverfassungsgesetz von 1879 bis 1944
Gleichzeitig wurde 1879 nach dem Gerichtsverfassungsgesetz ein neues Landgericht Eichstätt errichtet, das aus dem am 1. Mai 1838 von Ansbach nach Eichstätt verlegten Appellationsgericht hervorging. Das Landgericht Eichstätt gehörte zunächst zum Oberlandesgericht Augsburg. Nach dessen Aufhebung zum 1. April 1932 wurde es dem Oberlandesgericht München zugeteilt. Der Bezirk des Landgerichts Eichstätt umfasste die Amtsgerichte Beilngries, Eichstätt, Ellingen, Greding, Ingolstadt, Kipfenberg, Monheim, Pappenheim und Weißenburg.
Das Landgericht Eichstätt wurde 1944 aufgelöst. Mit Wirkung vom 1. Oktober 1944 traten der Amtsgerichtsbezirk Monheim in den Landgerichtsbezirk Augsburg, der Amtsgerichtsbezirk Ingolstadt in den Landgerichtsbezirk München II und die übrigen Amtsgerichtsbezirke in den Landgerichtsbezirk Nürnberg-Fürth über.

### Landesarbeitsgericht Eichstätt
Gemäß Arbeitsgerichtsgesetz vom 23. Dezember 1926 wurden in Deutschland Arbeitsgerichte gebildet. Diese waren nur in der ersten Instanz organisatorisch selbstständige Gerichte, die Landesarbeitsgerichte waren den Landgerichten zugeordnet. Am Landgericht Eichstätt entstand so 1927 das Landesarbeitsgericht Eichstätt als eines von 23 Landesarbeitsgerichten in Bayern. Es war für den Bezirk des Landgerichts Eichstätt und die Bezirke der Amtsgerichte Pfaffenhofen und Geisenfeld zuständig. Sein Sprengel umfasste demnach die Arbeitsgerichte Beilngries, Eichstätt, Greding, Ingolstadt, Monheim, Pfaffenhofen und Weißenburg. Das Landesarbeitsgericht Kempten wurde bereits zum 1. Januar 1930 aufgehoben, da die Zahl der Landesarbeitsgerichte auf 7 reduziert wurde. Die Aufgaben übernahm das Landesarbeitsgericht Augsburg.